# Sturnira bidens
Sturnira bidens är en fladdermusart som beskrevs av Thomas 1915. Sturnira bidens ingår i släktet Sturnira och familjen bladnäsor. IUCN kategoriserar arten globalt som livskraftig. Inga underarter finns listade i Catalogue of Life. Artepitet bidens i det vetenskapliga namnet syftar på att arten har två framtänder i underkäken.

## Utseende
Arten har 39,7 till 43,3 mm långa underarmar och väger 14 till 21 g. Den mjuka och ulliga pälsen har en brun till gråbrun färg. Håren på ovansidan är hos de flesta populationer vit vid roten, sedan mörkbrun, sedan silvergrå och svarbrun vid spetsen. Det finns inga tofsar (epåletter) på axlarna som hos flera andra arter av samma släkte. Sturnira bidens saknar dessutom en svans den broskiga sporren vid fötterna (calcar). Den del av flygmembranen som ligger mellan bakbenen är smal och täckt med päls. I övre käken finns en klaff mellan hörntänderna och premolarerna samt mellan premolarerna och molarerna. Tandformeln är I 2/1 C 1/1 P 2/2 M 3/3, alltså 30 tänder. Ingen annan art i släktet Sturnira har bara en nedre framtand per käkhalva. Hos Sturnira nana är den andra nedre framtanden (per käkhalva) ofta gömd. Liksom hos andra bladnäsor finns en bladformig hudflik på näsan.

## Utbredning och habitat
Denna fladdermus förekommer i Anderna i nordvästra Sydamerika från västra Venezuela till Peru. Den vistas vanligen mellan 2000 och 2800 meter över havet. Habitatet utgörs av molnskogar och andra fuktiga skogar.

## Ekologi
Individer har främst frukter som föda. I sällsynta fall äter de pollen, nektar eller insekter. Honor föder en unge per kull.
Individer hittades vilande i grottor men det antas att de använder andra gömställen som viloplats. Honor har mellan januari och november två kullar med en unge per kull. De flesta ungar föds i februari/mars respektive juni/juli under torra perioder. En levande individ fångades tre år efter att den blev ringmärkt.